# Bombyx
Bombyx é um gênero de mariposa pertencente à família Bombycidae.